# Via Julia Augusta
La Via Julia Augusta (VIA IVLIA AVGVSTA) est une importante voie romaine qui reliait Plaisance au Var, en longeant les côtes de la Ligurie et celles des Alpes-Maritimes. Elle permettait donc de relier la Gaule cisalpine à la Gaule transalpine. Elle constituait un tronçon de la via Aurelia.

## Présentation
Cette voie a été bornée peu après l'achèvement de la conquête des Alpes maritimes contre des tribus ligures (en 14 av. J.-C.), entre le 1er juillet -13 et le 30 juin -12, par l'empereur Auguste ; juillet étant le mois de Jules César et août celui d'Auguste, le nom donné à cette voie reprend celui de ces deux personnages.  Son tracé correspond, pour l'essentiel à un itinéraire existant mais son jalonnement par d'imposantes bornes, numérotées depuis Rome, en fait un des grands travaux de l'Empire naissant. Dans un état vétuste au début du IIe siècle, elle est restaurée par Hadrien puis par Caracalla au IIIe siècle.
La création de cette voie a entraîné la fondation de Cemenelum (Cimiez, colline de Nice), capitale de la province romaine des Alpes-Maritimes.

## Bornes milliaires

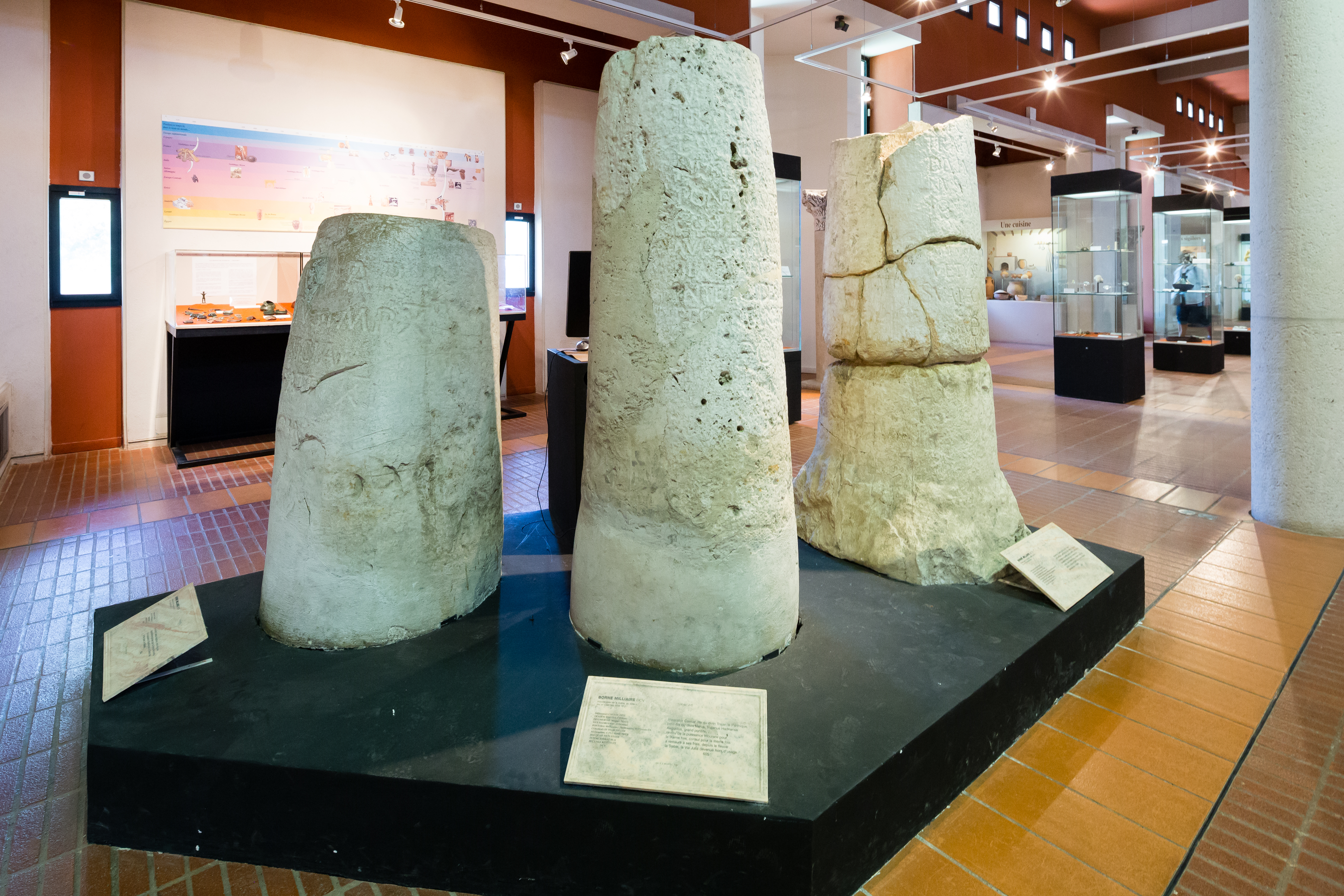
Bornes milliaires de la Via Julia Augusta, musée archéologique de Nice-Cimiez

Trois bornes milliaires, conservées dans l'église San Michele de Vintimille, datent pour l'une de la période d'Auguste et pour les deux autres de celle de Caracalla.
En territoire français, des fragments du tracé de la voie ainsi que cinq bornes milliaires qui la jalonnent  sont classés monuments historiques sur la commune de la Turbie, précisément aux lieux-dits de Languessa, de Saint-Pierre et Peiralonga .
Le musée archéologique de Nice-Cimiez, sur le site de la ville romaine de Cemenelum, conserve une borne milliaire d'Hadrien qui mentionne la Via Julia Augusta :
" CCXVI // IMP CAESAR DIVI // TRAIANI PARTHICI F // DIVI NERVAE N TRAIA // NVS HADRIANVS AVG // PONT MAX TRIB POT IX // COS III VIAM IVLIAM // AVG A FLVMINE TREB // BIA QVAE VETVSTATE // INTERCIDERAT SVA // PECVNIA RESTITVIT // DCV " 
(216. L'empereur César, fils du divin Trajan le parthique, petit-fils du divin Nerva, Hadrien Auguste, grand pontife, détenteur de la puissance tribunitienne pour la neuvième fois, fait consul pour la troisième fois, a restauré à ses frais, depuis le fleuve Trebbia, la Via Julia Augusta qui avait été rompue par l'effet de sa vétusté. 605)
Le musée archéologique d'Antibes conserve un milliaire découvert près d'Antibes. Il portait le nom du César Flavius Valerius Sévère qui a été martelé après son exécution par Maxence en avril 307 :

IMPP CAESS // FL VAL COSTANTIO  ET // GAL VAL MAXIMIA // NO PIIS FEL INV AUGG // ////////// ET // GAL VAL MAXIMINO // NOBILISS CAESS // I

Imp(eratoribus) Caes(aribus duobus) Fl(avio) Val(erio) Co(n)stantio et Gal(erio) Val(erio) Maximia no Piis Fel(icibus) Inv(ictus) Aug(ustis duobus) [et Flavio Valerio Severo] et Gal(erio) Val(erio) Maximino nobiliss(imis) Caes(aribus duobus) [millia passuum] I.

## Le tronçon d'Albenga
Près d'Albenga (Ligurie, Italie), un parcours archéologique de six kilomètres présente un tronçon bien conservé de la Via Julia Augusta à l'entrée de l’antique Albingaunum.
Le  Pilone, un ancien tombeau romain surmonté d’une tour, et un amphithéâtre du IIe siècle sont visibles sur le secteur de Punta San Martino. 
La Via Julia Augusta est longée par les restes de nombreux tombeaux romains.

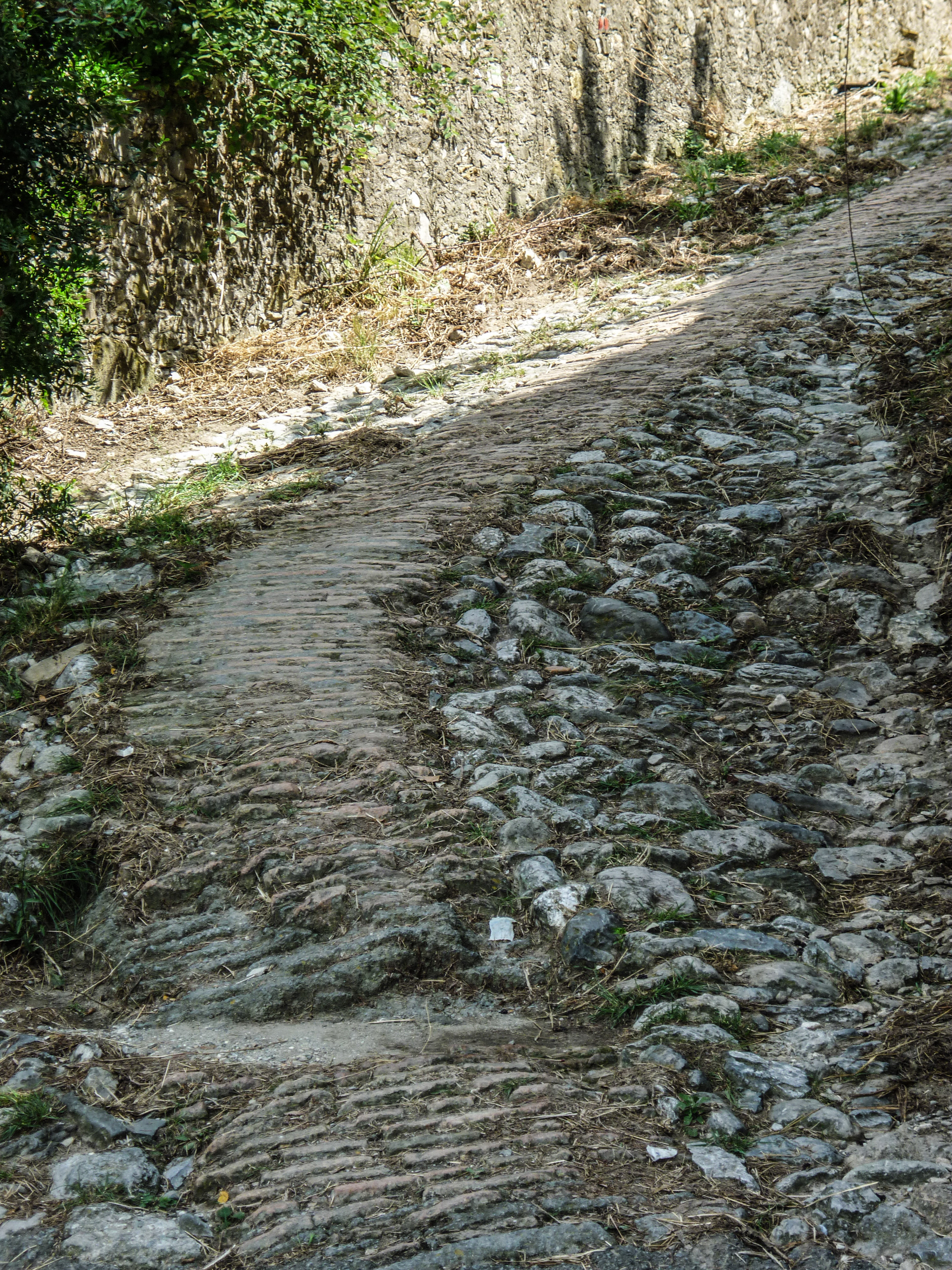
La Via Julia Augusta près d'Albenga.
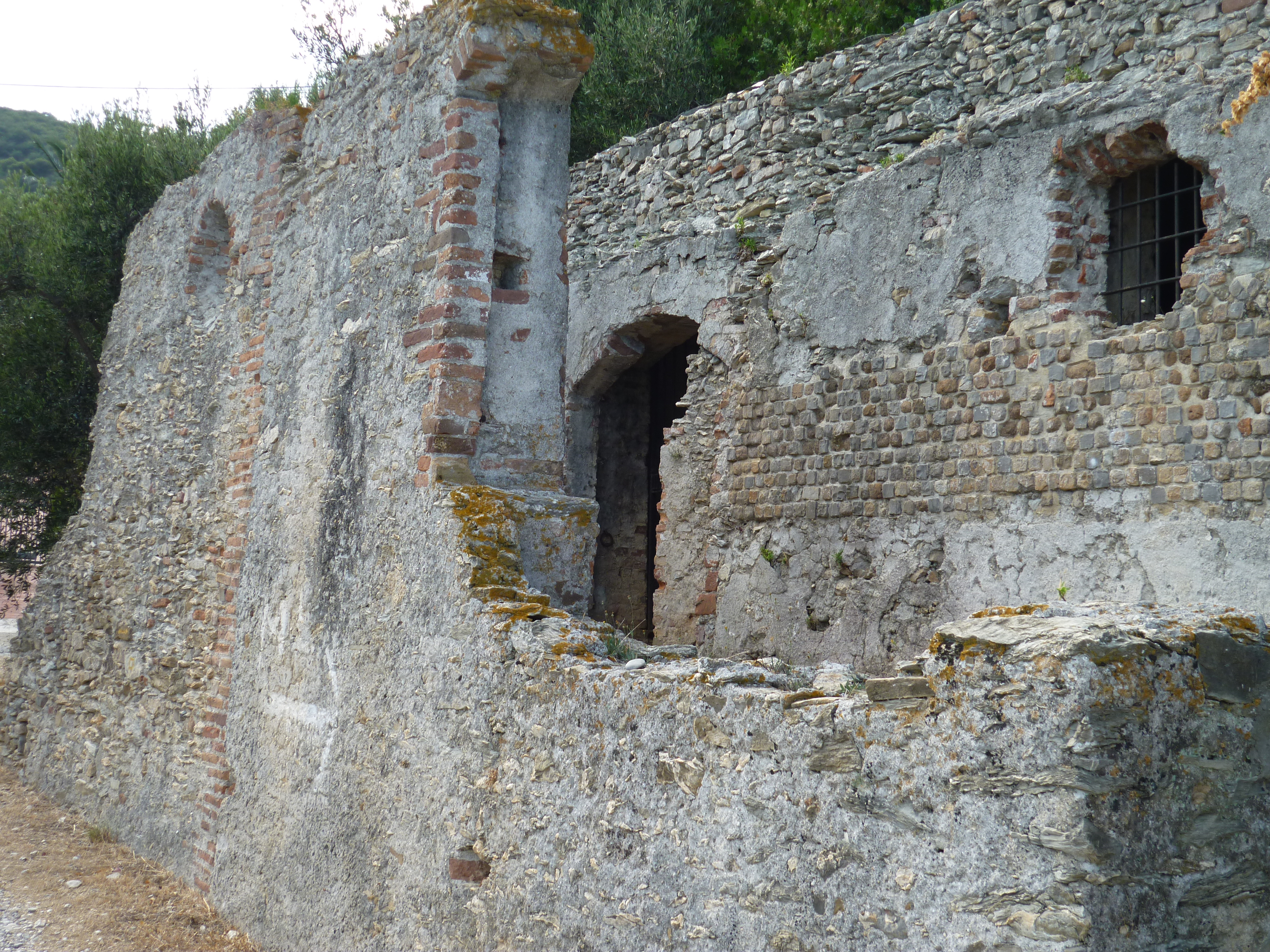
Tombeau romain de la Via Julia Augusta.
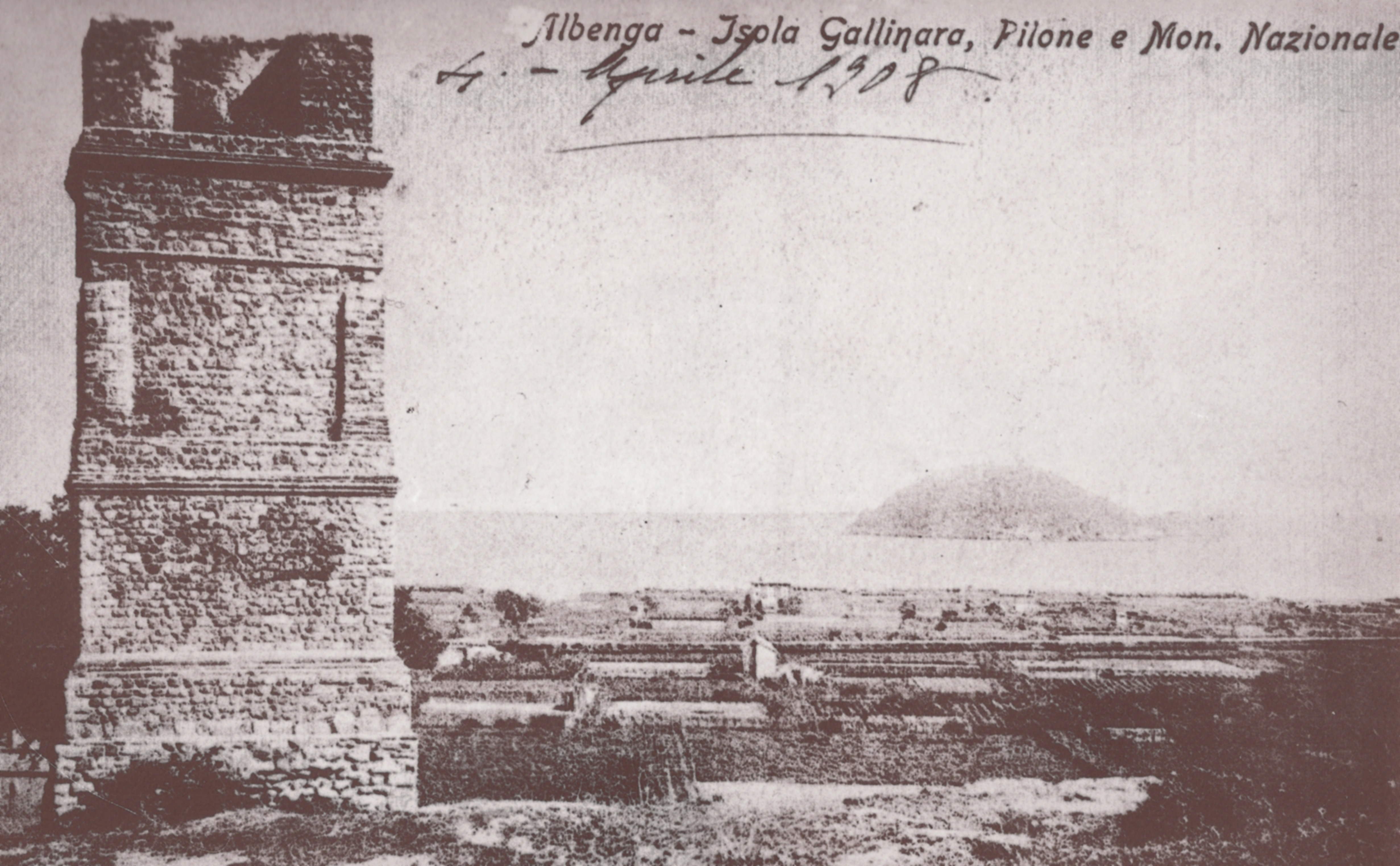
Le   Pilone , un ancien tombeau romain surmonté d’une tour.

## L’itinéraire en France
| Mausolée de Lumone Trophée des Alpes Cemenelum Antipolis Forum Julii Forum Voconii Matavo Turris Aquae Sextiae Pisavis Ernaginum Arelate |

La Via Julia Augusta suivait un axe assez facilement repérable sur une carte routière. Les routes actuelles, comme c’est souvent le cas, se superposent au tracé antique ou passent à proximité.
C’est le cas de la Grande Corniche sur le littoral de la Côte d'Azur et surtout de la RN 7 jusqu’à Salon-de-Provence. Cependant, la voie prenait parfois des chemins parallèles encore bien matérialisés actuellement.
De nombreux vestiges (bornes milliaires particulièrement nombreuses le long de la voie) jalonnent son itinéraire et permettent de bien le délimiter.

### De Cap Martin à Cimiez
Dans l'antique  station de Lumone (Roquebrune-Cap-Martin), on a retrouvé les vestiges d’un mausolée romain. Un diverticule partait de Lumone et se dirigeait vers Port Hercule (Monaco).
La Via Julia Augusta montait vers La Turbie, siège d’une occupation ancienne. En 6 av. J.-C., le Sénat romain décida de construire sur la colline de La Turbie le Trophée des Alpes, pour commémorer la victoire de l’empereur Auguste sur les dernières peuplades rebelles des Alpes. 
C’est à partir de cette action que furent décidés le renforcement et la rénovation de l’antique voie qui passait au pied de la colline, venant d'Albintimilium (Vintimille).
Le monument était à l’origine de dimensions impressionnantes : presque cinquante mètres de hauteur. Il était surmonté d’une statue d'Auguste. Laissé à l’abandon à la fin de l’Empire romain, il subit de grandes destructions, servit de forteresse au Moyen Âge avant d’être miné en 1705 pour servir de carrière.
La Via Julia Augusta se poursuivait jusqu'à Cemenelum par le vallon de Laghet et le Paillon. Il est possible qu'elle ait été doublée depuis La Turbie par un itinéraire maritime, qui serait l'actuelle grande corniche.